# Neuer Anbau

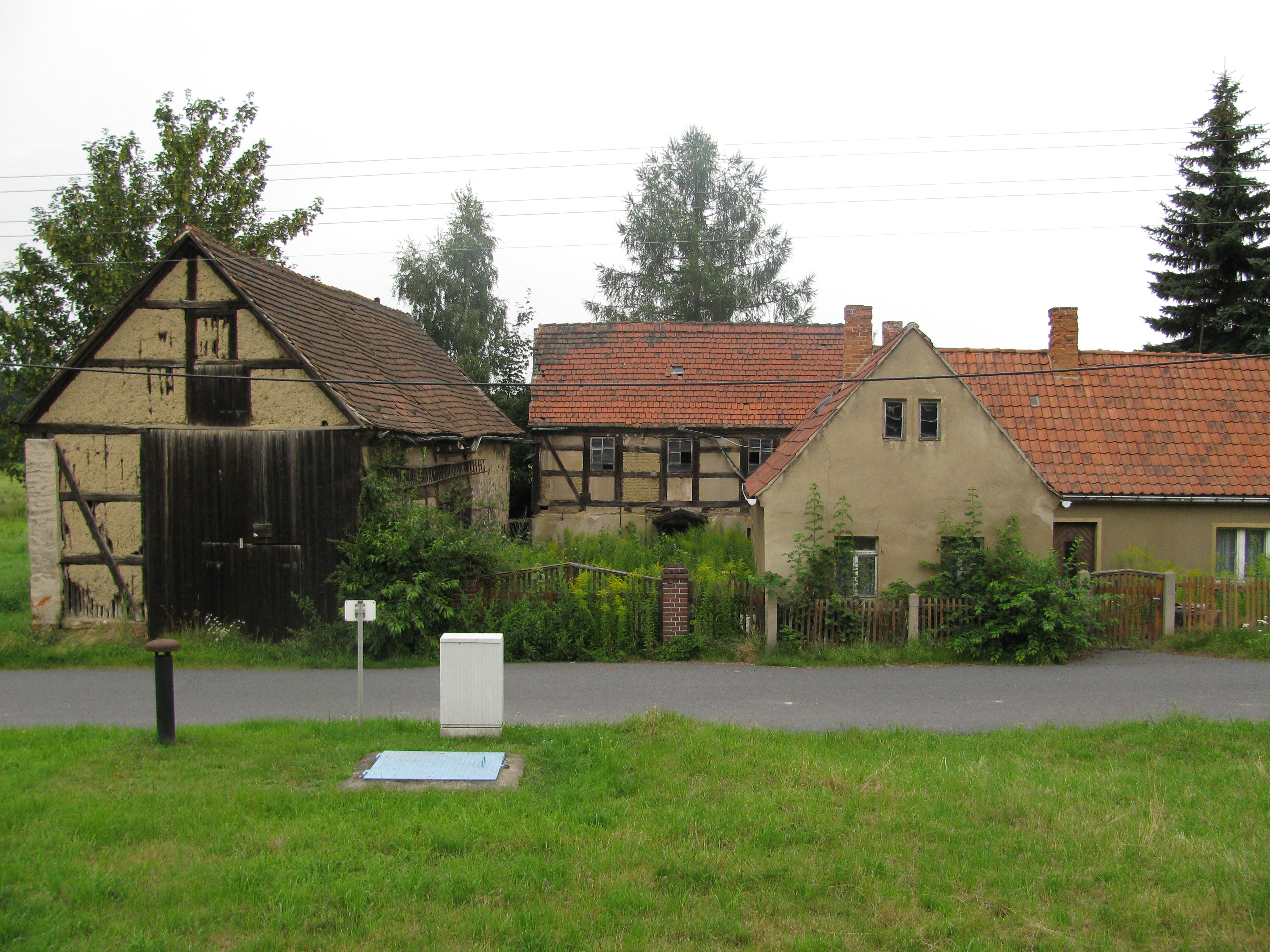
Ältester Hof im Ortsteil Neuer Anbau

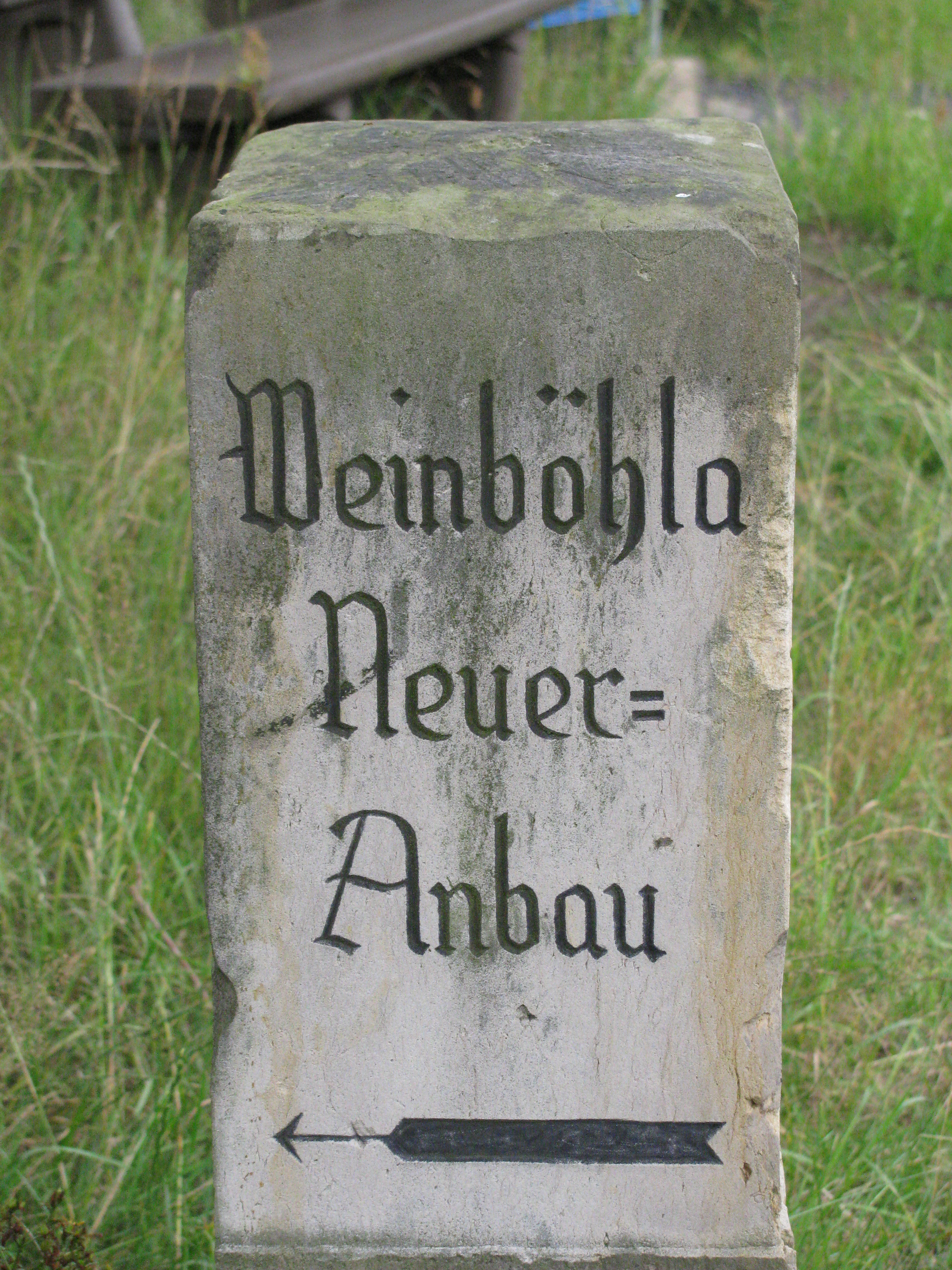
Wegweiser am Forsthaus Kreyern

Neuer Anbau ist ein Ortsteil von Weinböhla im Landkreis Meißen, Sachsen.

## Geographie
Der Ortsteil Neuer Anbau befindet sich im Nordosten des Weinböhlaer Gemeindegebiets. Er liegt etwa vier Kilometer nordöstlich des Ortskerns in der Gemarkung Weinböhla und ist komplett vom Friedewald umgeben, einem Landschaftsschutzgebiet. Nördlich benachbart liegt der Moritzburger Ortsteil Steinbach, östlich mehrere Moritzburger Teiche und südöstlich der ebenfalls zu Moritzburg gehörende Ortsteil Auer. Südlich liegt das Forsthaus Kreyern, das auf Coswiger Gebiet liegt. 
Durch den Ortsteil verläuft die Staatsstraße 81 von Großenhain nach Dresden-Klotzsche. In nordwestlicher Richtung führt sie zum Buschhaus bei Großdobritz, nach Südosten über den Auer nach Friedewald. Im Ortsteil Neuer Anbau zweigt eine Straße über die Klinik Heidehof nach Steinbach ab. Der Ortsteil selbst liegt an der Straße „Neuer Anbau“, die unter dem Namen „Waldweg“ bis nach Weinböhla führt. Die Verkehrsgesellschaft Meißen hält mit zwei Buslinien im Ortsteil.

## Geschichte

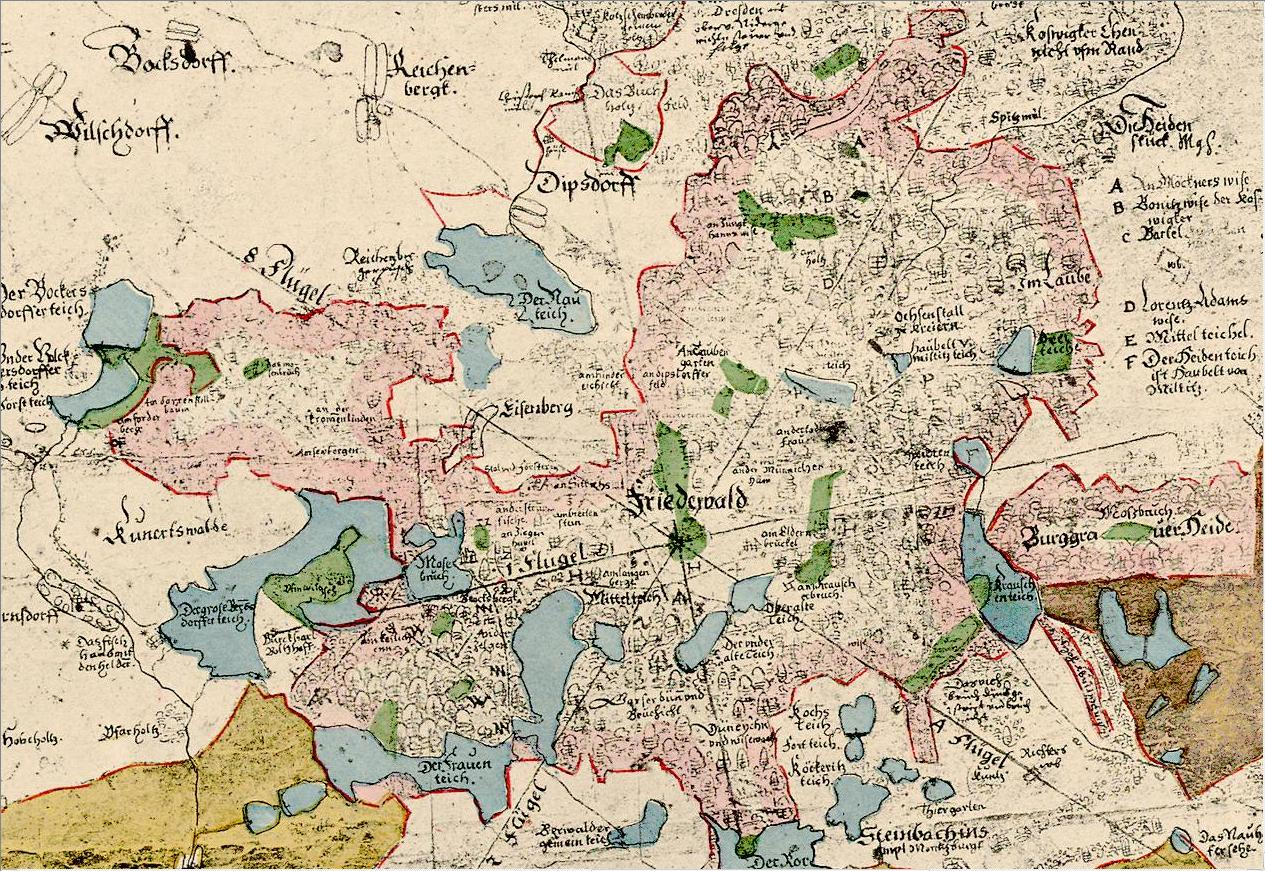
Karte von Matthias Oeder mit dem Krauschenteich. Westen ist auf der Karte rechts, der Teich befindet sich also am rechten Rand des Friedewalds.

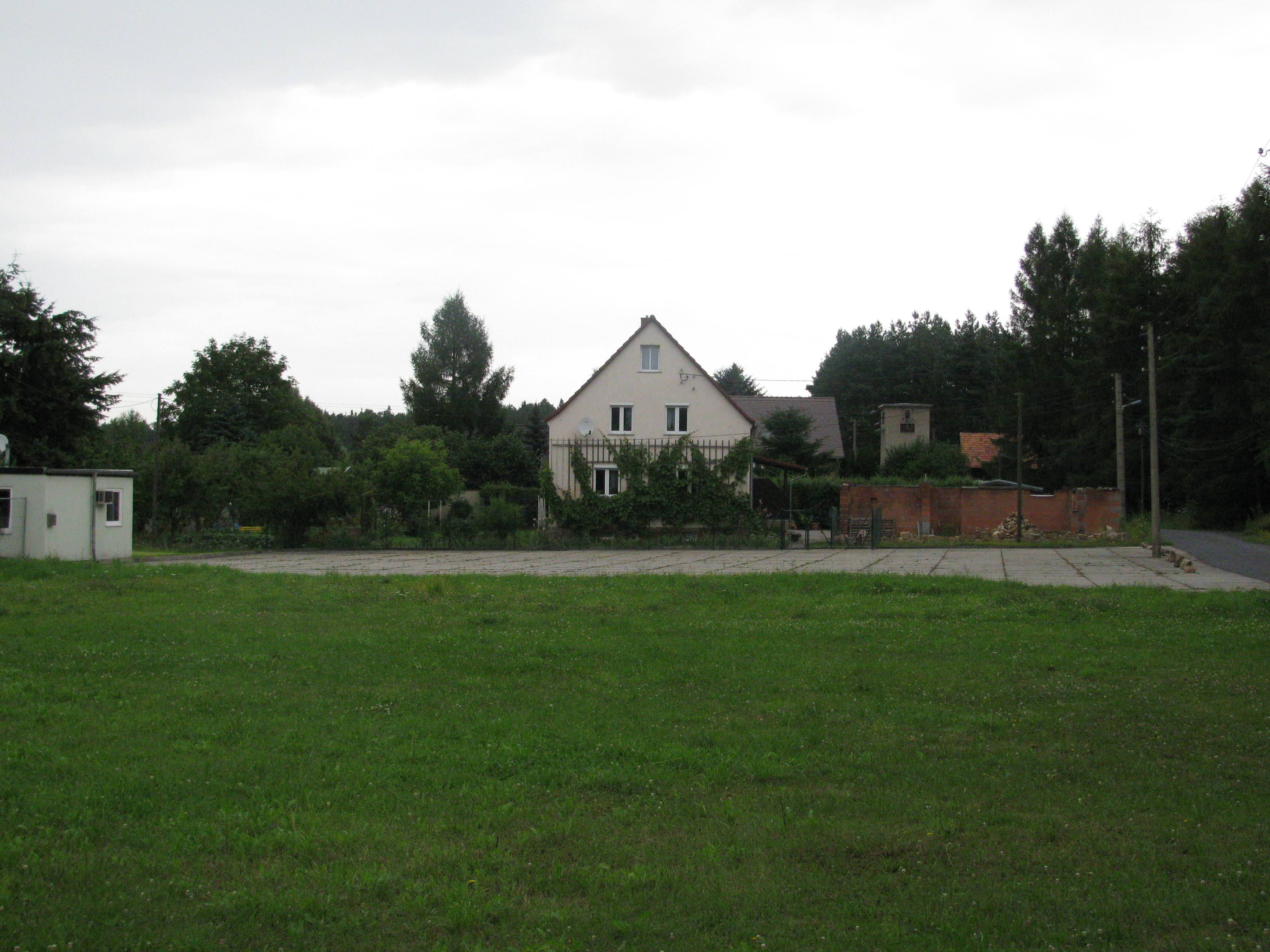
Ortseingang aus Richtung Weinböhla

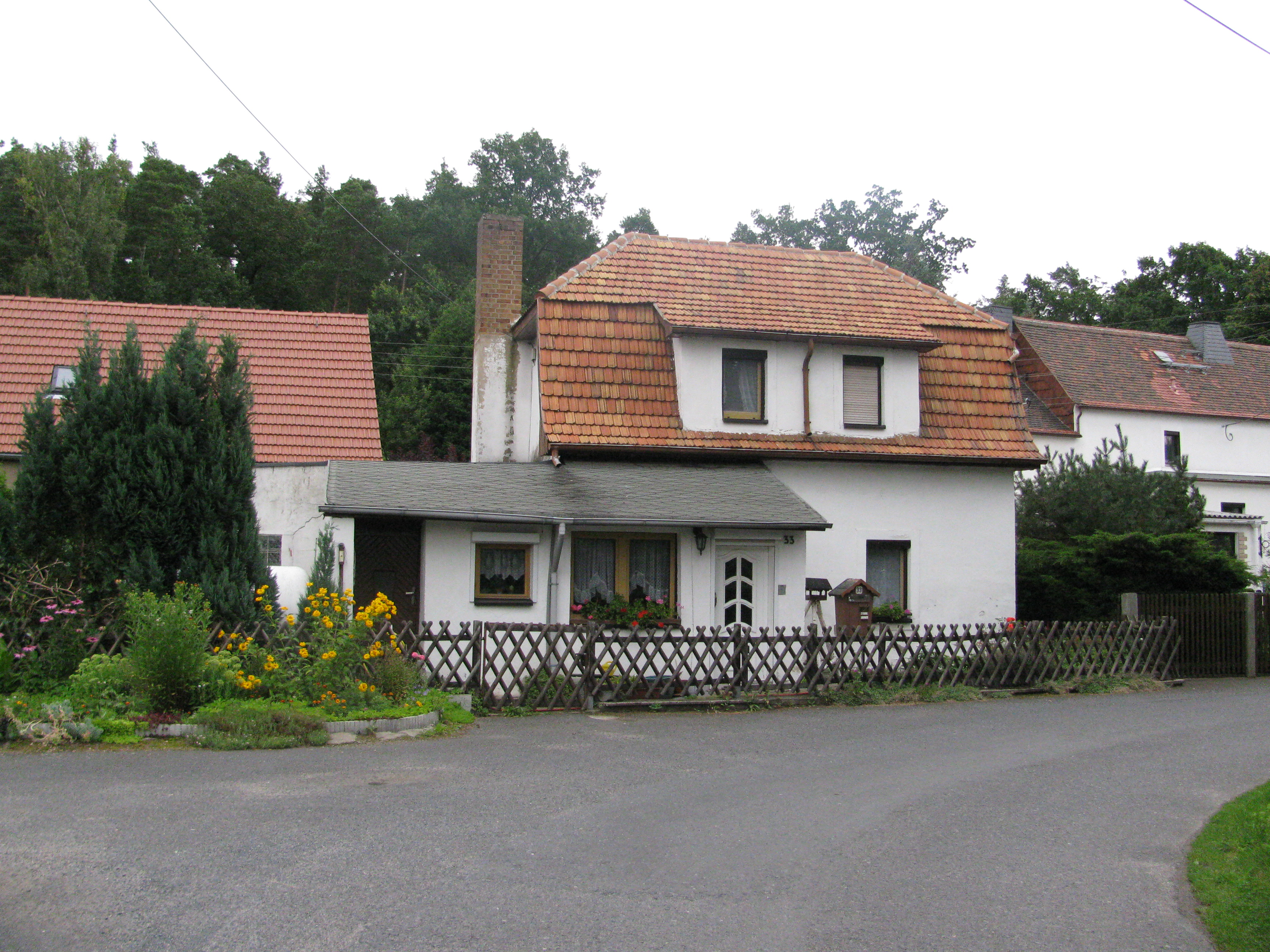
Häusleranwesen

An der Stelle des heutigen Ortsteils Neuer Anbau lag zunächst das Dorf Krauschen. Es wurde 1350 erstmals erwähnt als „villa Cruschin“. Der Ortsname steht am ehesten mit dem altsorbischen Wort „Krušina“ in Verbindung, das den Faulbaum bezeichnet. Bereits 1378 sind jedoch fünf Hufen „in dem wusten dorff czu Kruchschin“ verzeichnet. Zu dieser Zeit war Krauschen demnach eine Wüstung, ebenso 1435, als die Bezeichnungen „Crussin“ und „zu Kruschen in dem vusten dorff“ erscheinen. Im Jahre 1465 taucht der Ort als „Kruwschen“ auf, 1539 erhielt die Reichenberger Kirche den Zehnten „vom dorffe Krausch“. Um 1600 verzeichnet der Kartograf Matthias Oeder den künstlich angestauten „Krauschenteich“ auf einer seiner Karten. In der Folgezeit wurde der inzwischen nicht mehr verstandene Ortsname an den Namen des Fisches Karausche angelehnt. Nach dem Ablassen des Teiches ging aus dessen Grund die 1795 erwähnte „Karauschenwiese“ hervor.
Um 1800 erfolgte die Wiederbesiedlung der wüsten Flur an der Karauschenwiese. Das entstandene Dorf erhielt den unter anderem 1816 und 1875 erwähnten Namen „Neuer Anbau“. Zeitweise hieß die auf Grundlage der Landgemeindeordnung von 1838 gebildete Landgemeinde auch „Kleinnaunhof“. Diese Bezeichnung stellte einen Bezug zum heutigen Ebersbacher Ortsteil Naunhof her, von dessen Rittergut aus seit dem 16. Jahrhundert die Grundherrschaft über die Karauschenwiese ausgeübt wurde. Nach Naunhof war das Dorf auch eingepfarrt. Verwaltet wurde das Dorf zunächst vom Amt Hayn, ehe es im 19. Jahrhundert zwischenzeitlich zum neugebildeten Amt Moritzburg kam. Die teilweise reihenartige Häuslersiedlung besaß eine Parzellenflur, die im Jahre 1900 sechs Hektar umfasste. Im Jahre 1908 war neben dem Ortsnamen „Neuer Anbau“ auch die Bezeichnung „Karauschenhäuser“ in Gebrauch. Noch heute heißt das nördlich der Ortslage gelegene Waldstück „Karauschenholz“. Die Eingemeindung nach Weinböhla erfolgte 1936. Das seit 1874 zur Amtshauptmannschaft Großenhain gehörende Dorf kam somit zur Amtshauptmannschaft Meißen und teilt seither die Geschichte Weinböhlas. Bereits seit 1930 gehörten die ausschließlich evangelisch-lutherischen Bewohner des Dorfes zur Kirchgemeinde Weinböhla.

### Einwohnerentwicklung
| Jahr | Einwohner       |
| ---- | --------------- |
| 1834 | 66              |
| 1871 | 76              |
| 1890 | 74              |
| 1910 | 68              |
| 1925 | 66              |
| 1939 | siehe Weinböhla |